# Cervantes-missie
De Cervantes-missie is een 10-daagse ruimtevaartmissie naar het International Space Station (ISS), waarin ESA ruimtevaarder Pedro Duque uit Spanje een belangrijke rol speelt. De lancering vond plaats op 18 oktober 2003.
De missie wordt gefinancierd door het Spaanse ministerie van Wetenschap en Technologie in het kader van een overeenkomst tussen ESA en Rosaviakosmos.

## Doelen
Doelen van de missie zijn:
- Een uitgebreid programma van wetenschappelijke experimenten, uit te voeren door Pedro Duque. De meeste experimenten worden gefinancierd door de Spaanse overheid. Ook worden enkele experimenten herhaald die de Belgische ruimtevaarder Frank De Winne heeft uitgevoerd tijdens zijn Odissea-missie. Ook zal Pedro Duque deelnemen aan activiteiten die bedoeld zijn om het Europese bemande ruimtevaartprogramma en ruimteonderzoek onder de aandacht te brengen van een breder publiek, met name jongeren.
- Het opdoen van ervaring door ESA-ruimtevaarders aan boord van het ISS. Dit is van belang met het oog op de toekomstige lancering van Columbus, het Europese ruimtelaboratorium dat deel zal uitmaken van het ISS. Pedro Duque heeft zelf meegewerkt aan de ontwikkeling van Columbus.
- Het vervangen van het ruimtevaartuig Sojoez TMA-2 dat aan het ISS is gekoppeld door de Sojoez TMA-3. De Sojoez-ruimtevaartuigen fungeren in geval van nood als "reddingsboot" van het ISS. Deze worden om de zes maanden vervangen, omdat de werking van de systemen van de Sojoez voor een beperkte periode gegarandeerd zijn. De Sojoez TMA-2 werd op 28 april 2003 aan het ISS gekoppeld toen het de 7e Expeditie-bemanning naar het ruimtestation bracht. De Sojoez TMA-3 koppelt in oktober 2003 aan het ISS met aan boord Pedro Duque en de 8e expeditie-bemanning. De Sojoez TMA-2 keert 8 dagen later terug naar de aarde met Pedro Duque en de 7e expeditie-bemanning.
- Het aflossen van de 7e expeditie-bemanning van het ISS door de 8e expeditie-bemanning. Dit zou normaal gesproken met een Spaceshuttle gebeuren, maar sinds het ongeluk op 3 februari 2003 met de Spaceshuttle Columbia worden alle Space Shuttles aan de grond gehouden. Het aflossen van de expeditie-bemanningen moet dus met de Sojoez-ruimtevaartuigen gebeuren. De 7e expeditie-bemanning, bestaande uit Edward Lu en Joeri Malentsjenko, arriveerde in het ISS op 28 april 2003.

De Cervantes-missie is genoemd naar de bekende Spaanse schrijver Miguel de Cervantes. Zijn bekendste boek is Don Quichote. Een digitale kopie van het boek zal op CD meegenomen worden naar het ISS en daar worden voorzien van een zegel met de handtekeningen van de bemanningsleden.

## Tijdschema
- 18 oktober 2003 - Lancering van de Sojoez TMA-3 vanaf Bajkonoer, Kazachstan, met aan boord Pedro Duque en de 8e expeditie-bemanning (Michael Foale en Alexander Kaleri).
- 20 oktober 2003 - Koppeling van de Sojoez TMA-3 met het International Space Station.
- 28 oktober 2003 - Ontkoppeling tussen ISS en de Sojoez TMA-2 met aan boord Pedro Duque en de 7e expeditie-bemanning (Edward Lu en Joeri Malentsjenko). Landing op aarde vindt enkele uren later plaats in Kazachstan.

Onderzoeken:
- Verouderingsexperiment: studie van de verhoogde activiteit van de fruitvlieg tijdens de gewichtloosheid, n.a.v. vorig onderzoek welke een verband legde tussen versnelde veroudering van de fruitvlieg en toenemende activiteit onder gewichtloosheid, vooral bij jongere mannelijke fruitvliegjes.
- Gen-experiment: onderzoek van het effect van de ruimte op de genen van fruitvliegembryo's. Het gen-experiment tracht de ontwikkeling van de eerste cellen naar specifieke cellen voor huid , hartcellen, haar,... beter te begrijpen.
- ROOT-experiment: bestudeerd het effect van de ruimte op basiscellen van planten. Hiervoor wordt een modelorganisme in de plantbiologie gebruikt, namelijk de Arabidopsis thaliana van de mustard familie. Dit is de eerste plant waarvan het complete genoom in kaart is gebracht.
- MESSAGE: afkorting voor "Microbial Experiments in the Space Station About Gene Expression". Het hoofddoel is de invloed van gewichtloosheid en kosmische straling op metabolische processen te bestuderen op gecultiveerde bacteriën.
- WINOGRAD: Zoals bij MESSAGE wordt de invloed van de ruimte op bacteriën bestudeerd. Hiervoor wordt de groei van een soort bacteriekolonie, namelijk de "Winogradsi columns" vergeleken onder aardse en ruimte-omstandigheden.
- NEUROCOG: is een neuro-wetenschappelijk experiment. Het onderzoekt de rol van zicht, balans, beweging en positie op de ruimtelijke waarneming van de mens.
- CARDIOG: onderzoek van de invloed van gewichtloosheid op het hart- en vaatstelsel, de ademhaling, maar ook de stress, kennis en fysiologische reacties van een astronaut gedurende de ruimtereis.
- SYMPATHO: onderzoek van het orthosympathische zenuwstelsel door bloed van de astronauten op verschillende tijdstippen te analyseren.
- BMI: Blood Pressure Measurement Instrument, onderzoekt de wijziging van de bloeddruk onder gewichtloosheid tijdens 24 uur.
- SSAS (Solid Sorbent Air Sampler). Dit is een gesloten compartiment. Dit experiment moet toelaten om effectievere manieren te vinden om lucht te circuleren en te recycleren in het ISS en andere gesloten systemen zoals duikboten.
- RYTHM:Onderzoek van cardiovasculaire controle en aanpassingsmechanismen in de ruimte door het analyseren van hartritme, bloeddruk en ademhaling.
- CARBON DIOXIDE SURVEY: opvolging van het CO2 niveau in de slaapruimtes van het ISS gedurende de slaap. ISS bemanningsleden hadden hoofdpijn na de slaap en dat zou een gevolg kunnen zijn van opbouw van CO2.